# كيلي جيفرسون
كيلي جيفرسون هو عازف ساكسفون كندي، ولد في 4 مارس 1970 في ريجاينا في كندا.

## وصلات خارجية
- كيلي جيفرسون على موقع ميوزك برينز (الإنجليزية)
- كيلي جيفرسون على موقع ديسكوغز (الإنجليزية)